# Ишанов, Хусаин Сахубалиевич
Хусаи́н Сахубали́евич Иша́нов (каз. Хұсайын Сахубалиұлы Ишанов; 1901, аул Кулайшикен, Астраханская губерния — 14 ноября 1952, Гурьев) — советский казахский политический деятель, в 1942—1944 годах председатель Западно-Казахстанского областного исполнительного комитета совета депутатов трудящихся.

## Биография
Родился в ауле Кулайшикен Астраханской губернии.
В 1917–1919 годы учился в Урдинском лесном училище, затем служил в Красной армии (1919–1920): рядовой 1-го образцового киргизского кавполка (Урда, 1919); курсант Борисоглебской кавшколы РККА (Оренбург, 1919); помощник командира взвода Отдельного кавэскадрона (Урда, 1919–1920). В мае 1919 года вступил в РКП(б) (в декабре 1921 выбыл по утере партбилета).
В 1920 году окончил Астраханскую губернскую школу советского и партийного строительства, после чего работал учителем политотдела Кавказского фронта (Ростов-на-Дону, 1920–1921), политотдела Кавказской трудовой армии (Грозный, 1921).
В 1921–1923 годы работал в сельском хозяйстве родителей в Кулайшикене (Джаныбекский уезд Букеевской губернии).
С 1923 года занимал государственные и партийные должности, служил в органах милиции / НКВД / НКГБ:
в Киргизской / Казакской АССР
- 1923—1925 — секретарь Джаныбекского волостного исполкома,
- 1925—1926 — начальник уголовного розыска Урдинского уездного управления милиции,
- 1926—1927 — народный следователь 13 следственного участка (Урда) Уральского губернского суда,
- 1927—1929 — судья Чижинского районного суда,
- 1929 — член Уральского окружного суда,
- 1929—1930 — председатель Зауральского райисполкома,
- 1930 — инструктор Уральского окружного исполкома,
- 1930—1931 — прокурор Тайпакского района[1][3];

в Нижне-Волжском крае
- 1931—1932 — оперуполномоченный уголовного розыска Ершовского районного отдела милиции[1][3];

в Карагандинской области
- 1932—1934 — начальник Энбекшильдерского районного отделения рабоче-крестьянской милиции,
- 1934 — начальник Акмолинского районного отделения рабоче-крестьянской милиции[1][3],
- 1934—1938 — старший инструктор политотдела областного Управления рабоче-крестьянской милиции[3];

в НКВД Казахской ССР
- 1938 — начальник паспортно-регистрационного отдела Северо-Казахстанского областного Управления рабоче-крестьянской милиции[3],
- 1938—1939 — заместитель начальника Управления рабоче-крестьянской милиции Управления НКВД по Северо-Казахстанской области; в январе 1938 повторно вступил в ВКП(б)[3],
- 1 октября 1939—1940 — заместитель начальника политотдела Управления рабоче-крестьянской милиции НКВД Казахской ССР,
- сентябрь 1940—1941 — начальник Управления рабоче-крестьянской милиции Управления НКВД по Гурьевской области,
- 1941 — заместитель наркома внутренних дел Казахской ССР[1][3];

в Южно-Казахстанской области
- август 1941—1942 — заместитель начальника Управления НКГБ / НКВД по Южно-Казахстанской области
- март 1942—1944 — 2-й секретарь Южно-Казахстанского обкома КП(б) Казахстана[1][3];

в Наркомате иностранных дел Казахской ССР
- 1944—1945 — заместитель наркома[1][3];

в Западно-Казахстанской области
- 1945 — январь 1948 — председатель облсполкома[1][3][4];

в Гурьевской области
- январь 1948 — 23 ноября 1952 — представитель Совета по делам колхозов при СМ СССР[1][3].

Умер 23 ноября 1952.

## Награды
- орден Отечественной войны I степени[1]
- медаль «За трудовую доблесть»[3] (05.11.1940) — «в связи с 20-летним юбилеем Казахской ССР, за достижения в развитии промышленности, сельского хозяйства, науки и искусства»